# 등대지기
《등대지기》는 소설가 조창인의 장편소설이다. 밝은세상에서 출판을 했다.

## 줄거리
남도의 항구 도시인 영산에서 꼬박 3시간을 가야 닿을 수 있는 '구명도'에 해양수산청 산하 항로표지과 공무원 인 '재우'가 도착해 등대지기의 일을 하면서 겪게 되는 일이 기록되어 있다. 재우는 알츠하이머병에걸린 어머니를 돌보게 된다.